# 管理奉宸苑事務大臣
管理奉宸苑事務大臣，或稱兼管苑事大臣、奉宸苑總理大臣，為清朝掌管奉宸苑事務之職官，員額不定，由皇帝於王公大臣內特簡兼充。

## 建置
康熙二十三年（1684年）設立奉宸苑，以總管內務府大臣1人掌印信、總管事務。乾隆十四年（1749年），增設奉宸苑卿2人為堂官，仍簡派大臣1人管理，即管理奉宸苑事務大臣，後改為無定員。大臣管轄奉宸苑卿以下郎中、員外郎、主事、苑丞、苑副、委署苑副、筆帖式等官。